# Bellonne (Fluss)
Die Bellonne ist ein Fluss in Frankreich, im Département Charente in der Region Nouvelle-Aquitaine.

## Verlauf
Sie entspringt im Gemeindegebiet von Mazerolles und entwässert anfangs in nordwestlicher Richtung. Bei Taponnat-Fleurignac quert sie die Autobahn-ähnlich ausgebaute Route nationale 141 sowie die parallel verlaufende Bahnstrecke Limoges-Bénédictins–Angoulême. Etwa ein Kilometer weiter erreicht sie das Karstgebiet von La Rochefoucauld, wo sie zur Gänze im Untergrund verschwindet (Versickerungsstelle: 45° 46′ 52″ N, 0° 23′ 37″ O). Der weitere Flussverlauf bis zur ursprünglichen Einmündung in die Tardoire ist heute nur als Trockental zu sehen. Die versickerten Wassermassen der Bellonne bewegen sich Richtung Südwest, treten bei Touvre, in der Nähe von Angoulême, wieder ans Tageslicht und bilden dort gemeinsam mit anderen Karstquellen den Fluss Touvre. Die Gesamtlänge der Bellonne beträgt rund 32 Kilometer.

## Orte am Fluss
(Reihenfolge in Fließrichtung)
- Les Chevaleries, Gemeinde Mazerolles
- Condadeuil, Gemeinde Mazerolles
- Saint-Adjutory
- Fleurignac, Gemeinde Taponnat-Fleurignac
- Taponnat, Gemeinde Taponnat-Fleurignac